# Bundesstelle für Flugunfalluntersuchung
Pour les articles homonymes, voir BFU.
La Bundesstelle für Flugunfalluntersuchung (en français Bureau fédéral allemand d'enquête sur les accidents aéronautiques, officiellement traduit en anglais par : German Federal Bureau of Aircraft Accident Investigation), plus couramment nommé par son sigle BFU  est l'agence fédérale allemande chargée d'enquêter sur tous les accidents impliquant des aéronefs, équivalent pour l'Allemagne du Bureau d'enquêtes et d'analyses français ou du Bureau de la sécurité des transports canadien.
La BFU a son siège à Brunswick (Braunschweig en allemand), en Basse-Saxe.